# Årbybåden
Årbybåden er resterne af en fire meter lang robåd, som blev fundet i 1938 som en del af en bådbegravelse fra vikingetiden. Graven lå på land i Årby nær Uppsala, og fundet er dateret til 859-950. I båden lå resterne af en kvinde, som var begravet sammen med en hest og en hund.
I 2002 var båden, hesten og hunden udstillet på Historiska Museet i Stockholm. Der er fremstillet flere rekonstruktioner af båden, heriblandt Ottar fra 1998.